# Fiche
Fichē är en ort i Etiopien.   Den ligger i regionen Oromia, i den centrala delen av landet, 90 km norr om huvudstaden Addis Abeba. Fichē ligger 2 792 meter över havet och antalet invånare är 25 758.
Terrängen runt Fichē är kuperad åt sydväst, men åt nordost är den bergig. Runt Fichē är det ganska tätbefolkat, med 239 invånare per kvadratkilometer. Det finns inga andra samhällen i närheten. Omgivningarna runt Fichē är en mosaik av jordbruksmark och naturlig växtlighet.